# Diamesa vaillanti
Diamesa vaillanti är en tvåvingeart som beskrevs av Serra-tosio 1972. Diamesa vaillanti ingår i släktet Diamesa och familjen fjädermyggor. Inga underarter finns listade i Catalogue of Life.